# Raimund Wallisch
Raimund Wallisch (né le 5 mars 1969 à Graz) est un acteur autrichien.

## Carrière
Il a son premier rôle au cinéma dans Nacktschnecken en 2004 et joue dans sa suite Contact High en 2009.
Il apparaît aussi à la télévision, notamment dans Quatuor pour une enquête, Sang chaud et chambre froide ou Borgia.

## Filmographie (sélection)
- 2004: Nacktschnecken
- Depuis 2005: Quatuor pour une enquête (série télévisée)
- 2007: Molly & Mops (TV)
- 2009: Der Fall des Lemming (de)
- 2009: Contact High
- 2010: Sang chaud et chambre froide (TV)
- 2010: 3faltig
- 2011: Borgia (série télévisée, 3 épisodes)
- 2012: Schnell ermittelt (de) (série télévisée, 1 épisode)
- 2012: Braunschlag (série télévisée)
- 2013: Steirerblut (TV)